# 園田純規
園田 純規（そのだ あつき、2005年7月7日 - ）は、福岡県大野城市出身のプロ野球選手（投手・育成選手）。右投右打。読売ジャイアンツ所属。

## 経歴

### プロ入り前
中学校は大野城市立大利中学校で、高校は福岡工業大学附属城東高等学校であった。高校時代の最高球速は145km/h。
2023年10月26日に行われたプロ野球ドラフト会議で読売ジャイアンツから育成5位指名され、11月16日に支度金290万円、年俸360万円で仮契約（金額は推定）。背番号は019。担当スカウトは武田康。

### 巨人時代
2024年は春季キャンプ三軍スタート。8月14日には三軍の創価大学とのNPB・大学交流戦で先発し、5回6安打無失点に抑えた。

## 選手としての特徴・人物
直球の最高球速は150km/h。変化球はカーブなどを持っていて、緩急をつけて投げる。
目標とする投手は菅野智之である。
杉内俊哉とは出身地が同じ大野城市であり、小学生の時に野球教室で指導を受けた経験もある。

## 詳細情報

### 背番号
- 019（2024年[6] - ）